# Liste des raffineries françaises

Pétrole brut et raffineries en France en 2008.

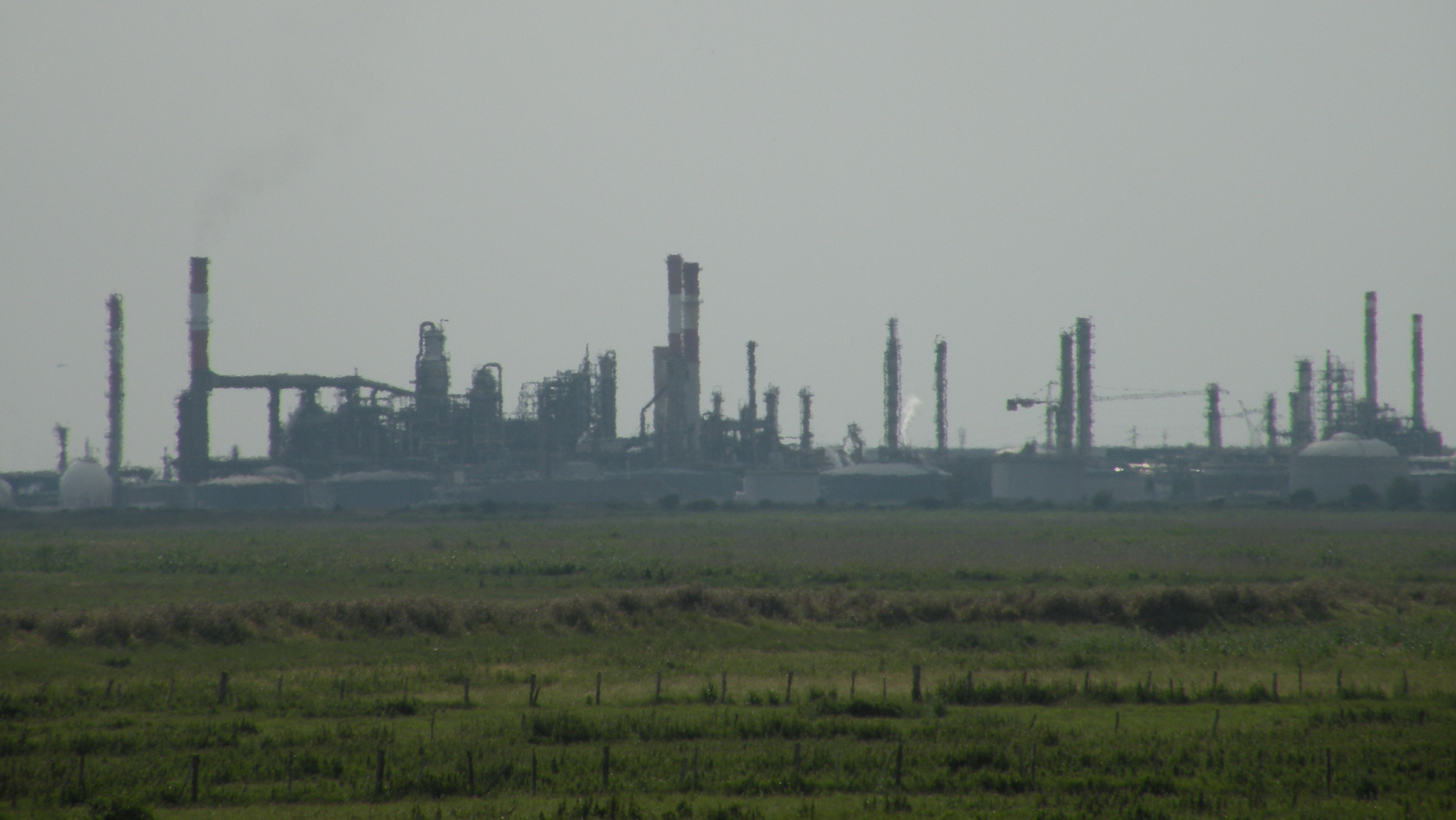
Raffinerie de Donges.

En 2020, la France compte huit raffineries du pétrole en activité, dont sept sont situées en métropole, la dernière étant en Martinique.
À la suite des deux chocs pétroliers de 1973 et 1979, plusieurs raffineries ont été arrêtées. Avec la crise du raffinage européen survenant depuis 2009, quatre autres raffineries ont été fermées (Flandres en 2010, Reichstett en 2011, Berre en 2014 et Petit-Couronne en 2012). En juillet 2019, celle de La Mède a été reconvertie pour la production de biogazole. En 2021, TotalEnergies  a décidé de reconvertir celle de Grandpuits.

## Caractéristiques
Elles ont une capacité annuelle de raffinage d'un total d'environ 70 millions de tonnes (soit 510 millions de barils) de pétrole brut par an selon l'Union française des industries pétrolières (UFIP, chiffres 2014).
Ces raffineries sont alimentées par voie maritime et/ou par des oléoducs tels que l'oléoduc sud-européen (SPSE) ou l'oléoduc d'Île-de-France (PLIF).
| Nom                                                          | Compagnie      | Commune                   | Département      | Capacité (Mt/an)        | Schéma de raffinage | Mise en service | Indice de complexité Nelson | Particularités                                    |
| ------------------------------------------------------------ | -------------- | ------------------------- | ---------------- | ----------------------- | ------------------- | --------------- | --------------------------- | ------------------------------------------------- |
| Raffinerie de Normandie                                      | Total          | Gonfreville-l'Orcher      | Seine-Maritime   | 12,3                    | DRC V I + DHC       | 1932            | 8,7                         | Pétrochimie associée + huiles + ETBE + bitumes    |
| Raffinerie de Donges                                         | Total          | Donges                    | Loire-Atlantique | 11,0                    | DRC V A I           | 1933/1947       | 5,7                         | Bitumes                                           |
| Raffinerie de Port-Jérôme-Gravenchon                         | ExxonMobil     | Notre-Dame-de-Gravenchon  | Seine-Maritime   | 11,7                    | DRC A I             | 1933            | 9,4                         | Pétrochimie associée + huiles + bitumes           |
| Raffinerie de Lavéra                                         | Petroineos     | Martigues (Lavéra)        | Bouches-du-Rhône | 10,2                    | DRC V I + DHC       | 1933            | 4,9                         | Pétrochimie associée + bitumes                    |
| Plateforme de la Mède (Raffinerie de Provence jusqu'en 2015) | Total          | Châteauneuf-les-Martigues | Bouches-du-Rhône | 7,5 en 2015 0,5 en 2018 | DRC V A I           | 1935            | 6,7                         | Bitumes jusqu'en 2015, biogazole à partir de 2018 |
| Raffinerie de Feyzin                                         | Total          | Feyzin                    | Rhône            | 5,8                     | DRC V A             | 1964            | 7,2                         | ETBE + pétrochimie associée + bitumes             |
| Raffinerie de Fos                                            | Rhône Energies | Fos-sur-Mer               | Bouches-du-Rhône | 5,6                     | DRC                 | 1965            | 6,3                         |                                                   |
| Raffinerie de Grandpuits                                     | Total          | Grandpuits-Bailly-Carrois | Seine-et-Marne   | 4,8                     | DRC V A             | 1966            | 7,7                         | Arrêt en 2021. Reconversion                       |
| Raffinerie des Antilles                                      | SARA           | Fort-de-France            | Martinique       | 0,8                     | HSK                 | 1967            |                             |                                                   |

## Anciennes raffineries
À la suite, d'une part des deux chocs pétroliers de 1973 et 1979, et d'autre part de la mise en service dans les années 1970 et 1980 de nombreuses centrales nucléaires, la consommation de produits pétroliers en France a fortement diminué. Le raffinage est alors devenu surcapacitaire et plusieurs raffineries ont été arrêtées.
D'autre part, durant les années 1990 et 2000, la consommation d'essence a largement chuté au profit de la consommation de gazole qui, elle, s'est envolée à la suite de la modification du comportement des automobilistes incités par la taxation. L'adaptation de l'outil de raffinage aux nouvelles exigences du parc automobile étant coûteux et techniquement limité (on ne peut transformer de l'essence en gazole, ou ne pas produire d'essence mais plus de gazole à partir d'un pétrole brut donné), plusieurs raffineries ont été arrêtées face à la surcapacité de production d'essence, le gazole manquant étant désormais importé.
Les capacités de raffinage en Europe sont passées de 792 millions de tonnes en 2008 à 682 millions en 2018 ; la part de marché mondiale de l'Europe est passée en une décennie de plus de 21 % à seulement 17 %. En France, la filière n'emploie plus que 6 000 à 7 500 personnes, contre 10 000 au début du siècle, selon le ministère de la Transition écologique. La France importe la moitié du gazole qu'elle consomme, de Russie et du Moyen-Orient surtout, et exporte environ 40 % de l'essence produite sur le territoire ; moins de 70 % des besoins sont couverts par la production française en 2019, contre plus de 90 % en 2008.
Les raffineries arrêtées ont été pour la plupart converties en dépôts de produits pétroliers. Il existe environ 120 dépôts de produits pétroliers en France.
- Elf :
  - Raffinerie d'Ambès, Gironde (fermée en 1987)
  - Raffinerie de Gargenville, Yvelines (fermée en 1983)
  - Raffinerie de Herrlisheim, Bas-Rhin (de 1963 à 1984)
  - Raffinerie d'Hauconcourt, Moselle (ESSO 40 % actionnaire ; fermée en 1982)
  - Raffinerie de Valenciennes, Nord (fermée en 1982)
  - Raffinerie de Vern-sur-Seiche, Ille-et-Vilaine (fermée en 1978)

- Shell :
  - Raffinerie de Pauillac, Gironde (fermée en 1986)

- Mobil :
  - Raffinerie de Frontignan, Hérault (fermée en 1986)

- BP :
  - Raffinerie de Vernon, Eure (fermée en 1983)
  - Raffinerie de Dunkerque, Nord (vendue à Colas, fermée en janvier 2016)

- Esso (ExxonMobil) :
  - Raffinerie de Bordeaux, Gironde (fermée en 1983)
  - Raffinerie de la Mailleraye, Seine-Maritime (fermée en 1974)

- Total :
  - Raffinerie des Flandres, Nord (en fonctionnement de 1974 à 2010)

- LyondellBasell :
  - Raffinerie de Berre, Bouches-du-Rhône (sous cocon de 2011 à 2014) (en fonctionnement de 1931 à 2011, auparavant raffinerie de la compagnie Shell)

- Petroplus :
  - Raffinerie de Reichstett, Bas-Rhin (en fonctionnement de 1963 à 2011)
  - Raffinerie de Petit-Couronne, Seine-Maritime (en fonctionnement de 1929 à 2012, auparavant raffinerie de la compagnie Shell)

En 2015 le groupe Total annonce l'arrêt de toute son activité de raffinage de pétrole brut à La Mède (raffinerie de Provence) d’ici à la fin de 2016 (le site perd environ 150 millions d’euros par an depuis 2011). Il décide d’y investir 200 millions d’euros pour créer « la première bioraffinerie de France ».
Le 24 février 2019, à la suite d'une rupture (elle a provoqué une fuite de 900 m3 de pétrole brut dans les Yvelines), l'oléoduc de l'ÎIe de France est arrêté ainsi que la raffinerie de Grandpuits qu'il alimente. Total commande un audit pour évaluer les travaux nécessaires. L'oléoduc et la raffinerie tournent au ralenti durant dix-huit mois,  De nombreuses fragilités sont détectées et il faudrait investir entre 300 et 500 millions d'euros pour remettre l'oléoduc aux normes. Total décide alors de cesser le raffinage de pétrole de cette raffinerie. Depuis 2021 TotalEnergies prépare la reconversion de ce site en une unité de production de bioplastiques à partir de végétaux, ou encore dans la production de plastique recyclé.

### Liens connexes
- Énergie en France
- Pétrole